# Лъжливо око
Лъжливо око (на латински: ocellus – „оченце“, Осела) се нарича специфична окраска на оперението, окосмяването или намираща се върху повърхността на тялото, която наподобява на око. Характерна особеност е за много видове пеперуди, влечуги, птици и риби. Някои от представителите на семейство Котки имат бяло петно на задната част на ушната раковина, което също напомня на лъжливо око и изпълнява подобна функция като на останалите видове животни притежаващи подобна окраска.
В повечето случаи лъжливото око представлява форма на мимикрия, като наподобява на очи от различен животински вид, който представлява заплаха за потенциални хищни животни. В други случаи то се намира в част от тялото, където не се намират жизненоважни органи, и която би отвлекла вниманието на неприятеля или да създадат впечатление за опасна и негодна за консумация жертва. При по едрите животни лъжливите очи могат да играят роля на вътревидова комуникация или ухажване. Може би най-известния пример за това са очите по перата на опашката при мъжките пауни. Белите петна по гърба на ушите при котките изпълняват социална функция, като играят роля на специфична комуникация изразяваща психическото състояние на животното (вълнение, спокойствие, агресия и др.), да се открояват в мрака на гъстата гора или високата трева.
Подобна окраска при някои пеперуди и молци и други видове насекоми, както и при слънчевата чапла например не изглежда да служат за мимикрия. В други случаи еволюционната функция на лъжливите очи не е изяснена. Данните обаче говорят, че лъжливите очи служат като белег, който има защитна функция при атаки от неприятели или отклонява атаки от жизненоважни части на тялото.